# 崔述
崔 述（さい じゅつ、乾隆5年7月29日（1740年9月19日） - 嘉慶21年2月6日（1816年3月4日））は、中国清代の儒学者。字は武承、東壁と号する。

## 生涯
大名府大名県（現在の魏県沙口集郷）の人。乾隆27年（1762年）に挙人となり、嘉慶元年（1796年）に羅源知県に任命される。当時、武力を持った連中が海賊退治を名目に商船を捕らえて略奪する事件が相次いでいたが、崔述はこれを平定して功績を挙げた。嘉慶4年（1799年）に上坑関税となるがまもなく辞職して故郷に帰り、学究として生涯を終わる。

## 方法
崔述の方法は、経書（四書五経などの経典）を主として、伝注（今まで伝えられた経書の注釈）で経書に矛盾するものは排除する、というものだった。「易は伏羲までしかさかのぼらず、春秋は黄帝までしかさかのぼらない。後世が古人よりも多く知ることはないはずだ。よって緯書に書かれている十紀や『史記』に書かれた“天皇・地皇・人皇”は妄説であると断ずる。当時としては実証的というべき崔述の卓見は、日本の那珂通世によって再評価され、那珂による『崔東壁先生遺書』（1906年、目黒書店）の刊行は、胡適や顧頡剛らのように疑古派に属する学者の注意を引くことになる。

## 著書
- 『洙泗考信録』32巻 - 弟子の陳履和によって出版された。
- 『同翼録』10巻
- 『救荒策』
- 『考古提要』
- 『孟子事実録』2巻
- 『考古続説』2巻
- 『王政三大典考』3巻
- 『読風偶識』4巻
- 『尚書辨偽』2巻
- 『論語餘説』
- 『読経餘論』2巻
- 『易卦圖説』
- 『五服異同彙考』3巻
- 『大名水道考』
- 『荍田賸筆』2巻
- 『雑録』2巻
- 『瑣記』2巻
- 『綴語』2巻
- 『大恠談』
- 『渉世雑談』
- 『聞見雑記』4巻